# Мурас-Спорт
«Мурас-Спорт» (кирг. Мурас-Спорт) — киргизський футбольний клуб, який представляє Бішкек.

## Історія
Футбольний клуб «Мурас-Спорт» було засновано в 2006 році в місті Бішкек як фарм-клуб «Дордой-Динамо». Команда також використовувалася для підготовки гравців Збірної Киргизстану U-19 з футболу.
За підсумками сезону 2006 року команда посіла в національному чемпіонаті високе 4-те місце. В 2007 році команду було розфомовано.

## Досягнення
- Топ-Ліга
  - 4-те місце (1): 2006

## Відомі гравці
- Фарух Абітов
- Роман Аблакімов
- Максим Агапов
- Ільдар Аміров
- Володимир Верьовкін
- Антон Землянухін
- Намік Каханчук
- Артем Муладжанов
- Мірлан Мурзаєв
- Павло Сидоренко